# Avner Greif
Avner Greif (/ɡraɪf/; Tel Aviv, 1955) è un professore di economia israelo-statunitense presso l'Università di Stanford. Ricopre una cattedra presieduta come Bowman Family Professor in Humanities and Sciences. Appartiene alla corrente del New institutional economics.
Greif ha conseguito il dottorato in Economia presso la Northwestern University, con supervisore Joel Mokyr, oltre che John C. Panzar e William Rogerson, e ha iniziato la sua carriera alla Università di Stanford nel 1989 fino a quando non è stato assunto nel 1994. Nel 1998 ha ricevuto una "genius grant" dalla MacArthur Foundation. Le sue opere trattano della storia economica e del ruolo delle istituzioni nello sviluppo economico, inclusa l'analisi del commercio nell'Europa medievale e nel Levante.

## Lavoro
Greif è specializzato nello studio delle istituzioni sociali che sostengono lo sviluppo economico e della loro storia, incorporando la teoria dei giochi nel suo approccio a questo vasto argomento. Greif è nel consiglio di amministrazione della International Society of New Institutional Economics.

In Institutions and the Path to the Modern Economy: Lessons from Medieval Trade (2006), Greif sostiene che le istituzioni svolgono un ruolo centrale nello sviluppo economico:
Lo studio delle istituzioni fa luce sul perché alcuni paesi sono ricchi e altri poveri, perché alcuni godono di un ordine politico che migliora il benessere e altri no. Le istituzioni socialmente utili promuovono la cooperazione e l'azione che migliorano il benessere. Esse forniscono le basi dei mercati assegnando, proteggendo e modificando in modo efficiente i diritti di proprietà, garantendo i contratti e motivando la specializzazione e lo scambio. Le buone istituzioni incoraggiano anche la produzione favorendo il risparmio, gli investimenti in capitale umano e fisico, e lo sviluppo e l'adozione di conoscenze utili. Esse mantengono un tasso sostenibile di crescita della popolazione e favoriscono la pace che migliora il benessere, la mobilitazione congiunta delle risorse e le politiche benefiche, come la fornitura di beni pubblici. La qualità di queste basi istituzionali dell'economia e della politica è fondamentale nel determinare il benessere di una società. Questo perché gli individui non sempre riconoscono ciò che sarà socialmente benefico né sono motivati a perseguirlo efficacemente in assenza di istituzioni appropriate.

## Selezione di pubblicazioni
- Avner Greif, Contract Enforceability and Economic Institutions in Early Trade: the Maghribi Traders' Coalition (PDF), in The American Economic Review, vol. 83, n. 3, 1993,  pp. 525-48.
- Avner Greif, Cultural Beliefs and the Organization of Society: A Historical and Theoretical Reflection on Collectivist and Individualist Societies (PDF), in The Journal of Political Economy, vol. 102, October 5, 1994,  pp. 912-50, DOI:10.1086/261959.
- Avner Greif e David Laitin, A Theory of Endogenous Institutional Change (PDF), in American Political Science Review, vol. 98, n. 4, 2004,  pp. 14-48, DOI:10.1017/s0003055404041395.
- Avner Greif, Institutions and the path to the modern economy: lessons from medieval trade, Cambridge University Press, 2006, ISBN 978-0-521-48044-4.
- Avner Greif, Family Structure, Institutions, and Growth: The Origins and Implications of Western Corporations, in American Economic Review, vol. 96, n. 2, 2006,  pp. 308-312, DOI:10.1257/000282806777212602.
- Avner Greif, Coercion and Exchange: How Did Markets Evolve?, 2008.
- Avner Greif e Steven Tadelis, A Theory of Moral Persistence: Crypto-Morality and Political Legitimacy, in Journal of Comparative Economics, vol. 38, n. 3, 2010,  pp. 229-244, DOI:10.1016/j.jce.2010.07.005.
- Greif Avner e Guido Tabellini, Cultural and Institutional Bifurcation: China and Europe Compared, in American Economic Review, vol. 100, n. 2, 2010,  pp. 135-140, DOI:10.1257/aer.100.2.135.
- Greif Avner, Murat Iyigun e Diego L. Sasson, Risk, Institutions and Growth: Why England and Not China?, 2011.
- Avner Greif, Murat Iyigun e Diego L. Sasson, Social Institutions and Economic Growth: Why England and Not China Became the First Modern Economy, 2012. (This paper is an updated version of "Risk, Institutions and Growth: Why England and Not China?")
- Avner Greif e Guido Tabellini, The Clan and the City: Sustaining Cooperation in China and Europe, 2015.
- Christian Dippel, Avner Greif e Dan Trefler, The Rents From Trade and Coercive Institutions: Removing the Sugar Coating, 2016.
- Klaus Desmet, Avner Greif e Stephen L. Parente, Spatial Competition, Innovation and Institutions: The Industrial Revolution and the Great Divergence, 2017.
- Avner Greif e Guido Tabellini, The Clan and the Corporation: Sustaining Cooperation in China and Europe, in Journal of Comparative Economics, vol. 45, 1, Feb, 2017,  pp. 1-45, DOI:10.1016/j.jce.2016.12.003.